# 4053 Cherkasov
A 4053 Cherkasov (ideiglenes jelöléssel 1981 TQ1) a Naprendszer kisbolygóövében található aszteroida. Ljudmilla Vasziljevna Zsuravljova fedezte fel 1981. október 2-án.